# Digitale geluidsbewerking
Digitale geluidsbewerking is het bewerken van digitaal geluid, waarvoor steeds vaker computers worden ingezet. De term DSP (Digital Signal Processing) wordt hier ook vaak voor gebruikt.
Als geluid van een analoge geluidsbron, zoals een platenspeler of microfoon gedigitaliseerd is, is het mogelijk om die opname te bewerken op computer. Een mogelijke bewerking is bijvoorbeeld het verminderen van ruis en brom. Of het geluidsbestand kan worden opgeslagen in een kleiner bestand, door het te comprimeren naar een mp3 of ogg bestand. De bewerkingen kunnen ook een effect toevoegen, zoals een echo.

## Audioprogrammatuur
Software die speciaal voor geluidsbewerking is ontworpen zijn onder meer Audacity, Audition, AudioMulch, FL Studio, GoldWave, WavePad, Wavosaur en Sound Forge Audio Studio.

## Bewerkingen
Enkele bewerkingen zijn:
- Volume aanpassingen (constant, of fade-in of fade-out).
- Anti-klik en anti-plop.
- Equalizer.
- Frequentiegebieden eruit filteren.
- Ruisonderdrukking middels FFT bewerking.
- Snelheid of frequentie wijzigen.
- Dynamisch comprimeren of expanderen.
- Effecten als galm, echo, tremolo, wah-wah, chorus of flanger toevoegen.

Digitale bewerkingen vinden plaats aan de hand van formules en berekeningen. Omdat er met getallen gewerkt wordt met een eindige resolutie (precisie), wordt bij iedere berekening het resultaat afgerond. Het signaal wordt dan verstoord en wordt ook wel kwantisatieruis genoemd. Bij eenvoudige bewerkingen is dit nauwelijks hoorbaar. Maar bij complexe manipulaties vinden zeer veel berekeningen plaats, waardoor de kwantisatieruis zich zodanig opstapelt dat het hoorbaar wordt. Daarom is het van belang de resolutie van het digitale signaal te verhogen van bijvoorbeeld 16 bits tot 32 bits voordat het signaal bewerkt wordt. De meeste hard- en software die digitaal geluid bewerken doen dit automatisch.
Wanneer de resolutie van een digitaal signaal verkleind dient te worden, wordt vaak dithering toegepast om de bijeffecten van kwantisatie te minimaliseren. Dithering is een methode om informatie uit weggehaalde bits te bewaren.